# Шаран
 Тази статия е за вида риба.  За лекия автомобил вижте Фолксваген Шаран.  
Шаранът е типичен представител на костните риби. Той спада към семейството на каракудата, скобар, червеноперка. Шаранът (Cyprinus carpio) е сладководна риба, която достига до 120 cm на дължина и до 35 kg на тегло. Световният рекорд е 34,35 kg и е поставен в езеро Lac de Saint-Cassien във Франция. Шаранът е всеяден, като в ранна възраст се храни с планктон и с увеличаване на теглото, преминава към консумиране на различни бентосни организми. По-големите риби ядат и малки рибки поради неспособността да си осигуряват необходимото количество храна. Размножава се през пролетта. В нашите води той намира отлични условия за размножаване и живот.
Днес шаранът се отглежда често в язовирни и други водоеми. Високогърбестият шаран има дълги ъглести гръбни перки и четири мустака около устата, с които търси по дъното растения и дребни животинки. Чрез развъждане и селекциониране в продължение на столетия от него са създадени многобройни раси. Особено известни са унгарските шарани, които отстрани имат съвсем малко едри люспи (едролюспест шаран) както и огледалните (голи) шарани.
През май и юни по камъни и водни растения женските шарани хвърлят хайвера си – до 500 000 хайверни зрънца. Малките рибки се отглеждат в плитки, обрасли с растителност басейни. През есента се преместват в по-дълбоки басейни за презимуване. Тук, заровени в тинята, са защитени от студа. Теглото на един две-тригодишен шаран достига средно три килограма.
В България има традиция на Никулден да се готви пълнен шаран.

## Риболов
Той е главен обект на промишлено развъждане от рибните видове главно заради търговията с неговото месо. Желан обект е за спортен риболов поради вкусовите си качества, борбеността си и непретенциозността си към природните условия. Шаранът е една от най-вкусните сладководни риби. Месото му е бледо розово и има голям брой дребни костици.